# Nhà thờ Mằng Lăng

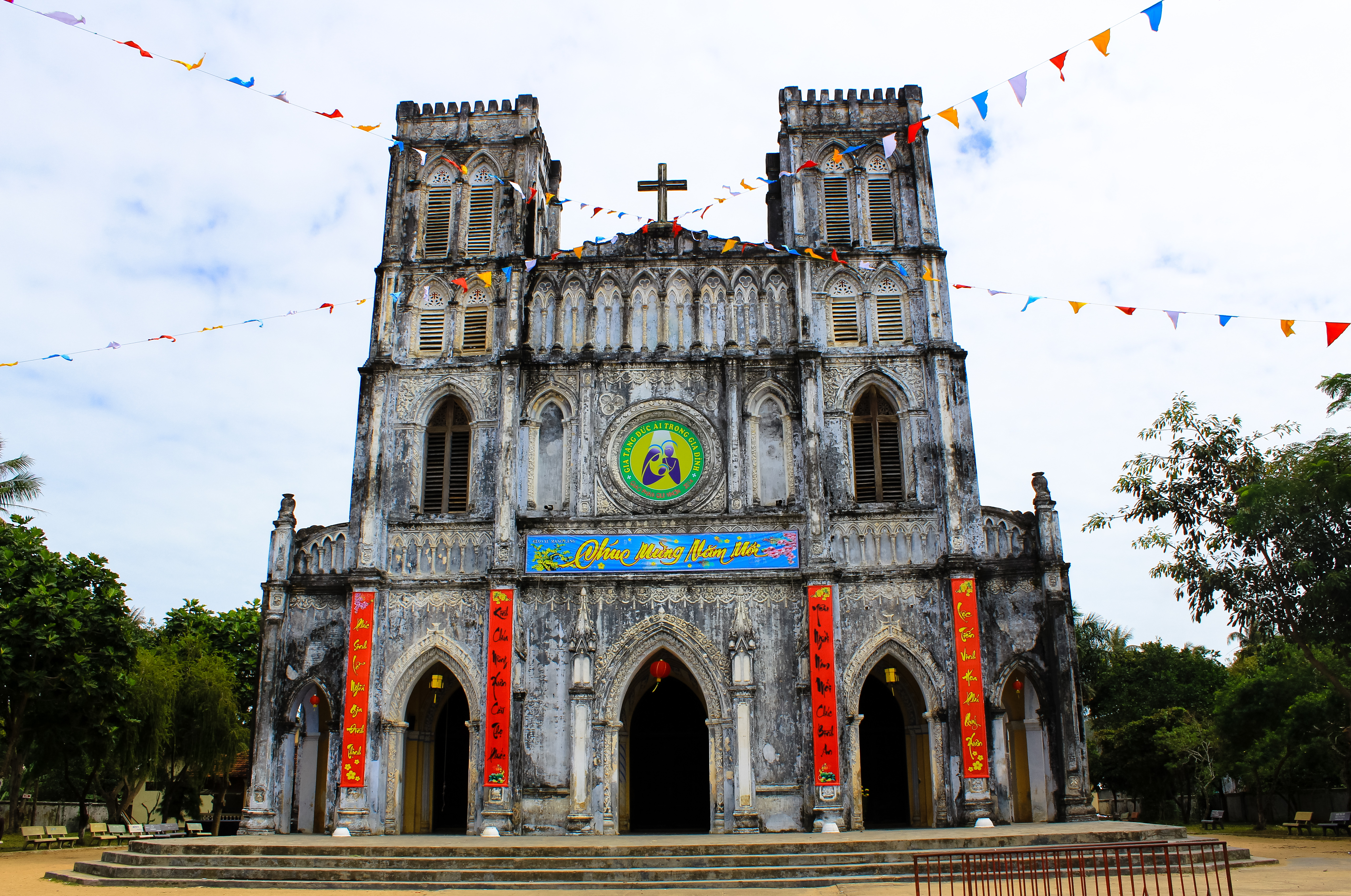
Nhà thờ Mằng Lăng

Nhà thờ Mằng Lăng là một nhà thờ Công giáo nằm trên địa phận xã Tuy An Đông, tỉnh Đắk Lắk. Đây là nhà thờ thuộc Giáo xứ Mằng Lăng, là nơi sinh của Chân phước Anrê Phú Yên, một trong những vị tử đạo bổn mạng của giới trẻ Công giáo. Nhà thờ hiện nay cũng là nơi hành hương vào dịp lễ kỷ niệm Chân phước Anrê Phú Yên và thánh lễ cầu cho giới trẻ Công giáo Việt Nam. Với lịch sử hơn 120 năm tồn tại (xây dựng năm 1892), nhà thờ Mằng Lăng được coi nhà thờ cổ nhất tỉnh Đắk Lắk và là một trong những nhà thờ lâu đời nhất của Việt Nam. Nhà thờ là điểm đến khá thu hút khu du lịch Đắk Lắk. Đây cũng là nơi lưu giữ cuốn sách chữ quốc ngữ đầu tiên - Phép giảng tám ngày của linh mục Alexandre de Rhodes in năm 1651 tại Roma, Ý.

## Vị trí
Nhà thờ Mằng Lăng là nhà thờ lớn của giáo xứ Mằng Lăng, thuộc Giáo hạt Mằng Lăng, Giáo phận Qui Nhơn. Phía bắc là giáo xứ Sông Cầu, phía nam giáp giáo xứ Chợ Mới (được tái lập tháng 5 năm 2013), phía tây là giáo xứ Đồng Tre, còn phía đông thì giáp biển và cách thành phố Tuy Hòa 35 km về phía Bắc.
Tọa lạc bên bờ sông Kỳ Lộ (dân địa phương gọi là sông Cái), cách thị trấn Chí Thạnh gần 2Km đi bộ về phía Đông.

## Lịch sử
Theo sử sách, đời Lê Thánh Tông, niên hiệu Hồng Đức thứ 6 (1475), mở đến đất Phú Yên lấy núi Thạch Bi làm giới hạn. Triều Nguyễn đời Chúa Tiên năm Mậu Dần (1578), vua ủy nhiệm ông Lương Văn Chánh làm Trấn Biên Quan nhưng mãi đến năm Kỷ Ty 1629, Chúa Sãi Nguyễn Phúc Nguyên mới cho lập Dinh Trấn Biên và giao cho người con rể là Nguyễn Phúc Vinh làm Quan Trấn Thủ. Bản đồ của Cha Đắc Lộ năm 1651 ghi Dinh Trấn Biên là Dinh Phoan, phía trước Dinh có một dòng sông. Ngày nay Dinh Trấn Biên được dân địa phương gọi là Thành Cũ thuộc thôn Hội Phú, xã An Ninh Tây, huyện Tuy An, tỉnh Phú Yên. Dinh Trấn Biên nay đã chìm sâu dưới dòng Sông Cái.
Vợ Quan Trấn Thủ là công chúa Ngọc Liên – trưởng nữ của Chúa Sãi đã lãnh nhận bí tích rửa tội năm 1636 với tên thánh là Maria Mađalêna. Sau đó, bà lập nhà nguyện trong Dinh Trấn Biên, và truyền giáo đến mọi người. Tại Trại Thủy gần cửa biển Tiên Châu, có vợ chồng quan coi cửa biển mang tên thánh là Biển Đức giữ đạo sốt sắng. Từ đó, nhóm giáo hữu đầu tiên đã hình thành.
Năm 1892, linh mục Joseph de La Cassagne (thường gọi là Cố Xuân) khởi công xây dựng nhà thờ Mằng Lăng. Ông là linh mục Chánh xứ đầu tiên của giáo xứ này.

## Thiết kế
Nhà thờ Mằng Lăng được xây dựng trong khuôn viên rồng hơn 5.000 m², theo kiến trúc Gothic với nhiều hoa văn trang trí. Hai bên nhà thờ có hai lầu chuông, chính giữa là thập tự giá. Tất cả sơn màu xanh xám giản dị, hòa đồng với khung cảnh ruộng vườn cây lá.
Nhà thờ nhỏ nhưng có khuôn viên thoáng mát rợp cây xanh. Tước sân còn có một khu hầm nhỏ, được xây dựng khá kỳ công trong lòng một quả đồi giả. Bên trong hầm có nhiều điêu khắc chạm trổ kể lại những câu chuyện về thánh Anre Phú Yên.
Theo các bậc cao niên ở An Thạch, cách đây hơn 100 năm, khu vực An Thạch rất ít dân cư, phủ kín cây rừng, trong đó có một loại cây mọc rất nhiều, tán phủ rộng, lá cây hình bầu dục, hoa mọc chùm nở ra màu tím hồng gọi là mằng lăng. Hiện dấu vết khu rừng mằng lăng ấy không còn, nhưng ngôi nhà thờ vào thời điểm ấy đã được đặt tên theo loại cây quý này. Thực tế, trong nhà thờ ngày nay còn giữ một bàn gỗ mặt tròn làm bằng gỗ mằng lăng từ thuở vừa xây dựng, có đường kính đến 1,7m.

## Di tích

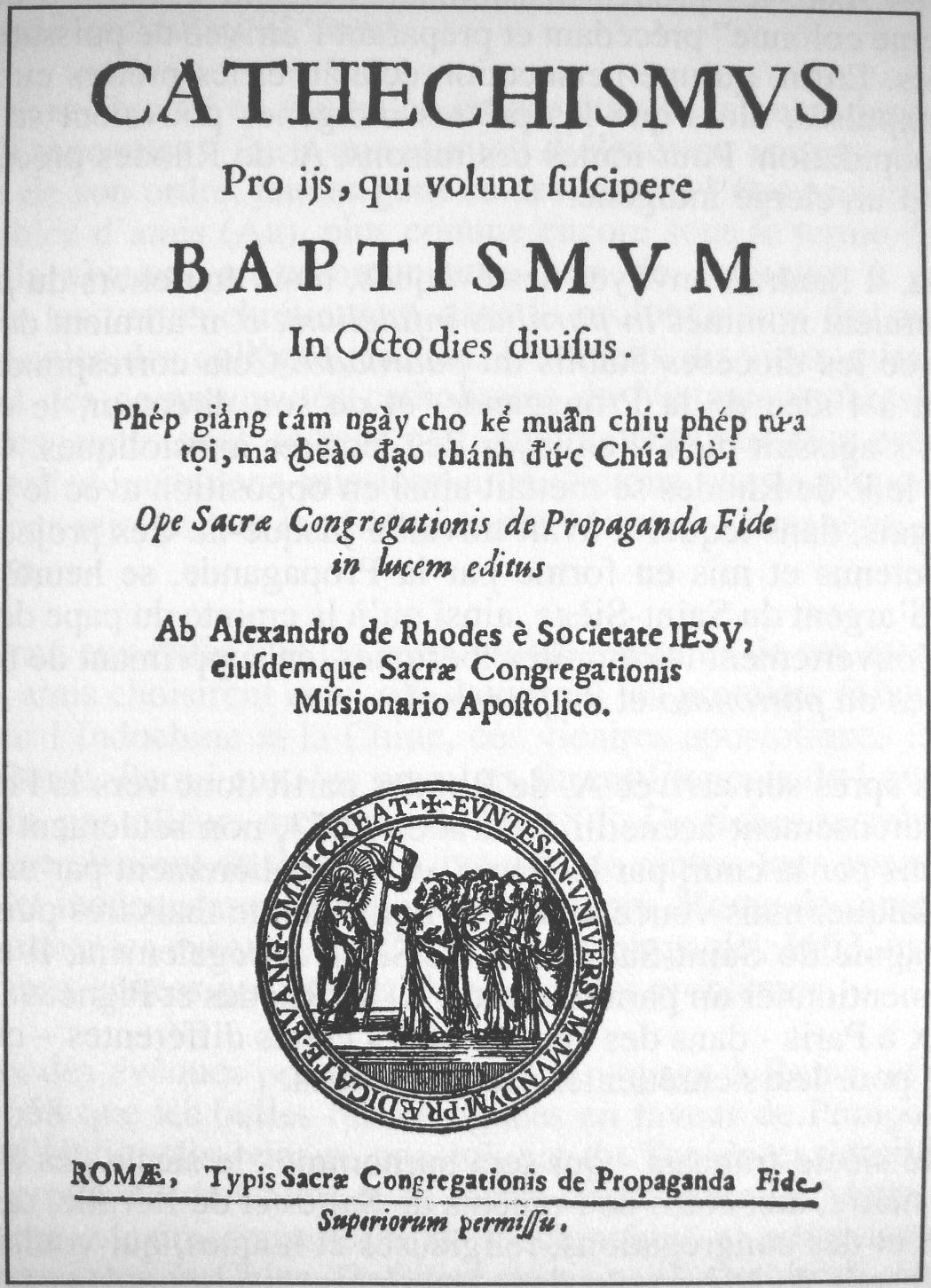
Phép giảng tám ngày

Hiện nay, nơi này vẫn đang giữ cuốn sách đầu tiên được in bằng tiếng Việt. Đây là quyển giáo lý Phép giảng tám ngày của Linh mục Đắc Lộ (người dân địa phương gọi là cha Đắc Lộ) - người khai đã sinh ra chữ quốc ngữ ở Việt Nam.
Cuốn sách được trưng bày dưới một khu hầm nhỏ trước sân nhà thờ. Khu hầm được xây dựng khá kỳ công trong lòng một quả đồi giả. Bên trong hầm có nhiều điêu khắc chạm trổ kể lại những câu chuyện về thánh Anre Phú Yên. Cuốn sách được giữ trang trọng một cách đặc biệt trong một hộp kính, sách được in năm vào năm 1651 tại Roma (Ý).